# Collectie Roberto Pozzo

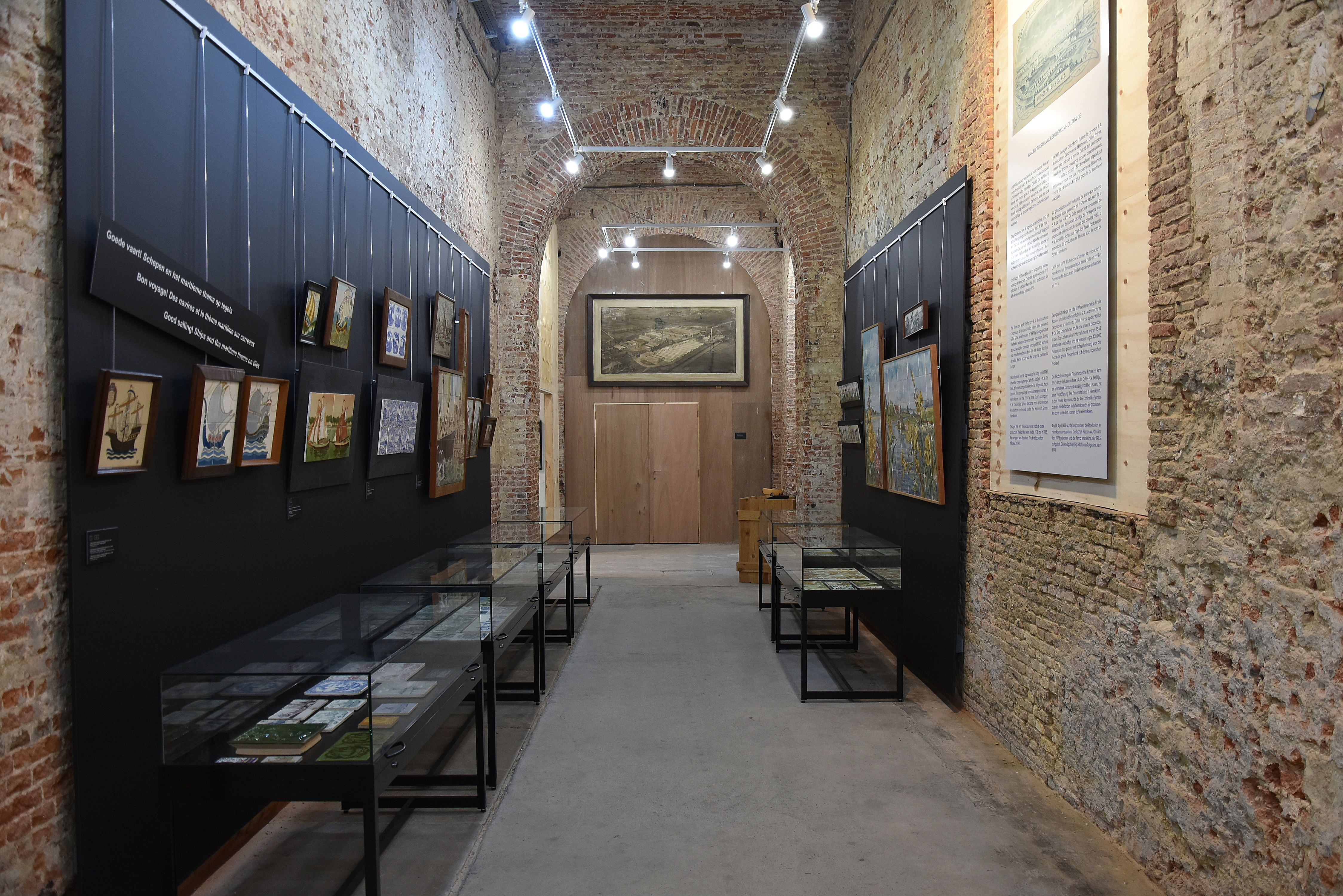
Gezicht op de collectie Roberto Pozzo in juli 2019

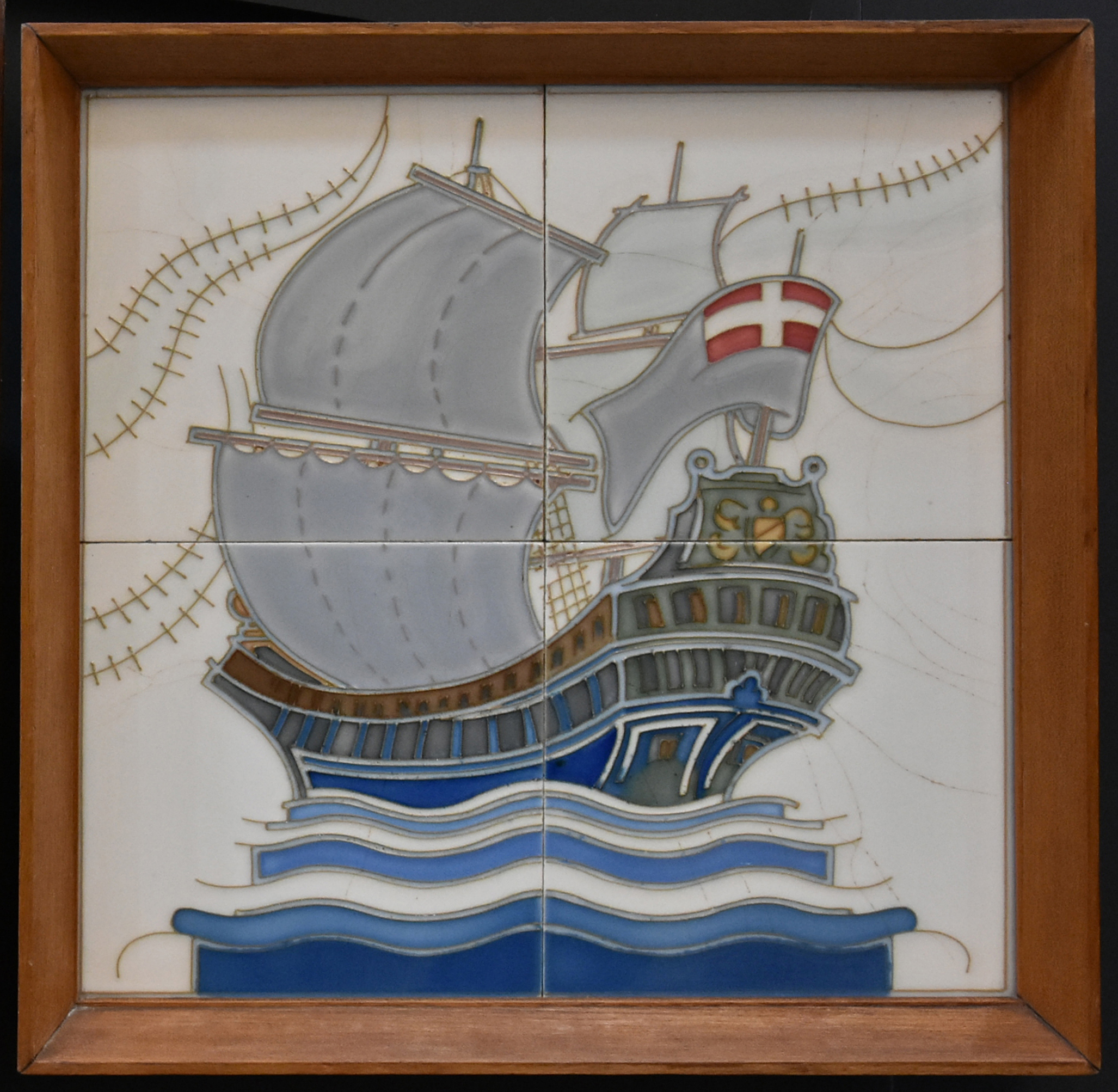
Een wandtegel uit de collectie Roberto Pozzo

De Collectie Roberto Pozzo is een collectie van meer dan 9 000 Belgische wand- en vloertegels uit keramiek, verzameld door Roberto Pozzo. De verzameling geeft een overzicht van de Belgische tegelproductie tijdens de periode van 1840 tot 1940 en hun belang in Europa.
De collectie werd op 10 oktober 2016 door Roberto Pozzo geschonken aan de Koning Boudewijnstichting. Ze wordt tentoongesteld in het Gilliot & Roelants Tegelmuseum te Hemiksem.

## Beschrijving
De collectie omvat tegels uit verschillende stijlperiodes zoals een aantal neostijlen, art nouveau en art deco. Aan het einde van de 19e eeuw had de verwerking van tegels, vooral in de art-nouveau-architectuur, veel succes. Pozzo, gepassioneerd door art nouveau, kon tegels met floraal decor vinden op antiek- en rommelmarkten toen de stijl rond 1920 uit de mode geraakte en huizen in grootsteden werden afgebroken en gerenoveerd.

## Achtergrond
Roberto Pozzo's collectie wordt beschouwd als dé referentieverzameling van Belgische keramiektegels en werpt een licht op de lange internationale geschiedenis van de Belgische tegelfabricatie. Tussen 1840 en 1940 produceerden ongeveer dertig fabrieken in België tegels die tot in Latijns-Amerika werden uitgevoerd. Een belangrijke fabrikant was in Hemiksem gevestigd: Gilliot & Cie, vlak bij de Sint-Bernardusabdij, met een dagproductie van 300 000 tegels. Joseph Roelants was van 1919 tot in de jaren 1950 hun ontwerper. Een derde van de verzameling bestaat uit tegels van die fabriek.